# Marco Carta
Marco Carta (Cagliari, 1985. május 21. –) olasz énekes.

## Életrajza
Marco az Amici című tehetségkutató műsor 7. szériájának győztese, aki nyereménynek 300 ezer eurót és lemezszerződést nyert a Warner Music Italyval.
2008.június 13-án jelent meg debütáló albuma Ti rinconteró címmel, kiadása után egy héttel már aranylemeze lett több mint 40 ezer eladott példány után, augusztusban már platinalemez lett albuma 70 ezer példánya után. A nyár koncertek sorából állt. Szeptemberben az MTV Italia Total Request Live műsorában bejelentette, hogy az első albumával a latin zenei piacon is szeretne résztvenni.
Október 3-án jelent meg első koncertalbuma In concerto címmel. 2009-ben részt vett az 59. Sanremói Dalfesztiválon, ahol a La forza mia dalával, a nagyok versenyét nyerte meg.

## Lemezek
- Ti rincontreró - 2008
- In concerto - 2008
- La forza mia - 2009
- Il cuore muove - 2010
- Necessità lunatica - 2012

Kislemezek
- Per sempre - 2008
- Ti rincontreró - 2008
- Anima di nuvola - 2008
- Un grande libro nuovo - 2008
- La forza mia - 2009
- Dentro ad ogni brivido - 2009
- Resto dell'idea - 2009
- Imagine - 2009
- Quello che dai - 2010
- Niente più di me - 2010
- Mi hai guardato per caso - 2012
- Necessità lunatica - 2012
- Casualmente miraste - 2012
- Scelgo me - 2013
- Fammi entrare - 2013

## Külső hivatkozások
- Marco Carta oldala a Warner Music honlapján